# Verborgen vlokslak
De verborgen vlokslak (Aeolidiella sanguinea) is een slakkensoort uit de familie van de vlokslakken (Aeolidiidae). De wetenschappelijke naam van de soort werd in 1877 voor het eerst geldig gepubliceerd door Norman. In 2014 werd de slak voor het eerst in Nederland, in de Oosterschelde waargenomen. Deze zeenaaktslak is vooral 's nachts actief, waardoor het dier moeilijk is waar te nemen.

## Beschrijving
De verborgen vlokslak heeft een oranjebruin lichaam dat bedekt is met een uitgebreid lichtbruin oppervlaktepigment, met een rand rond de rand van de voet. Het heeft talrijke uitsteeksels langs zijn lichaam (cerata) die ook bedekt zijn met dichte vlekken van bruin-gekleurd pigment. Karakteristiek aan deze soort is het ontbreken van spikkels op de rug. Daarnaast hebben de rinoforen en orale tentakels een wit puntje. Het lichaam van de verborgen vlokslak kan een lengte tot 46 mm bereiken.

## Verspreiding
Deze zeeslakkensoort werd beschreven vanuit Innislacken, Roundstone Bay, Ierland. Het is gemeld vanaf de Atlantische kust van Europa, van Schotland tot Portugal in het zuiden en in de Atlantische Oceaan voor de Azoren. Typisch een sublitorale soort, die af en toe wordt gevonden op de lagere kust in modderige inhammen, maar ook op onbeschutte rotskusten.